# 청주 최석정 묘소
청주 최석정 묘소(淸州 崔錫鼎 墓所)는 충청북도 청주시 청원구 북이면 대율리에 있는, 조선 숙종대 영의정을 지낸 문신인 최석정의 무덤이다. 2019년 6월 7일 충청북도의 기념물 제169호로 지정되었다.

## 개요
최석정(1646～1715)은 병자호란 시기의 대문신인 최명길(崔鳴吉)의 손자로 온건하고 타협적이고 개방적인 정치·사상을 가졌으며, 조선 숙종대 영의정을 지낸 문신이다. 사상적으로 성리학에만 매달리지 않고 양명학·음운학·수학 등 다양한 학문에 관심을 가졌다.
최석정은 진천군 초평면 금곡리에 머무르다가 전주최씨 터전인 청주 대율리의 최명길 묘소와 떨어진 서쪽 구릉에 묻혔다. 묘소는 둘레돌(護石)을 두르고 흙으로 쌓은 무덤으로 1716년에 만들어졌으며, 석물은 1740년 전후에 설치한 것으로 전해져 온다.

## 같이 보기
- 최석정

## 참고 문헌
- 청주 최석정 묘소 - 국가유산청 국가유산포털